# Strada statale 7 (Albania)
La strada statale 7 (in albanese Rruga shtetërore SH7) è una strada statale albanese che unisce Rrogozhinë con Elbasan. Corre parallela al fiume Shkumbini.